# Götaälvbron

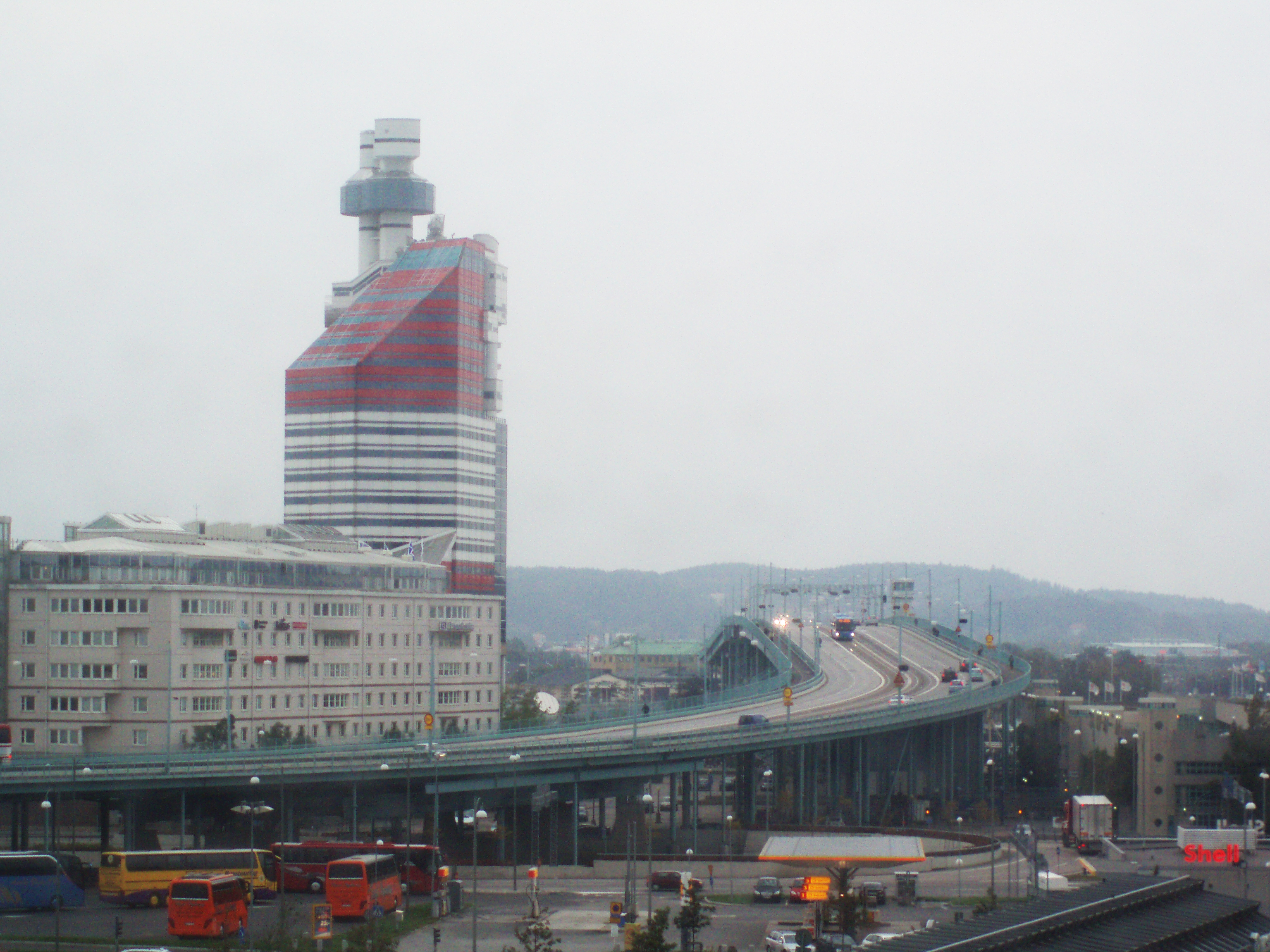
Vy över Götaälvbrons södra brofäste, med Skanskaskrapan till vänster i bild.

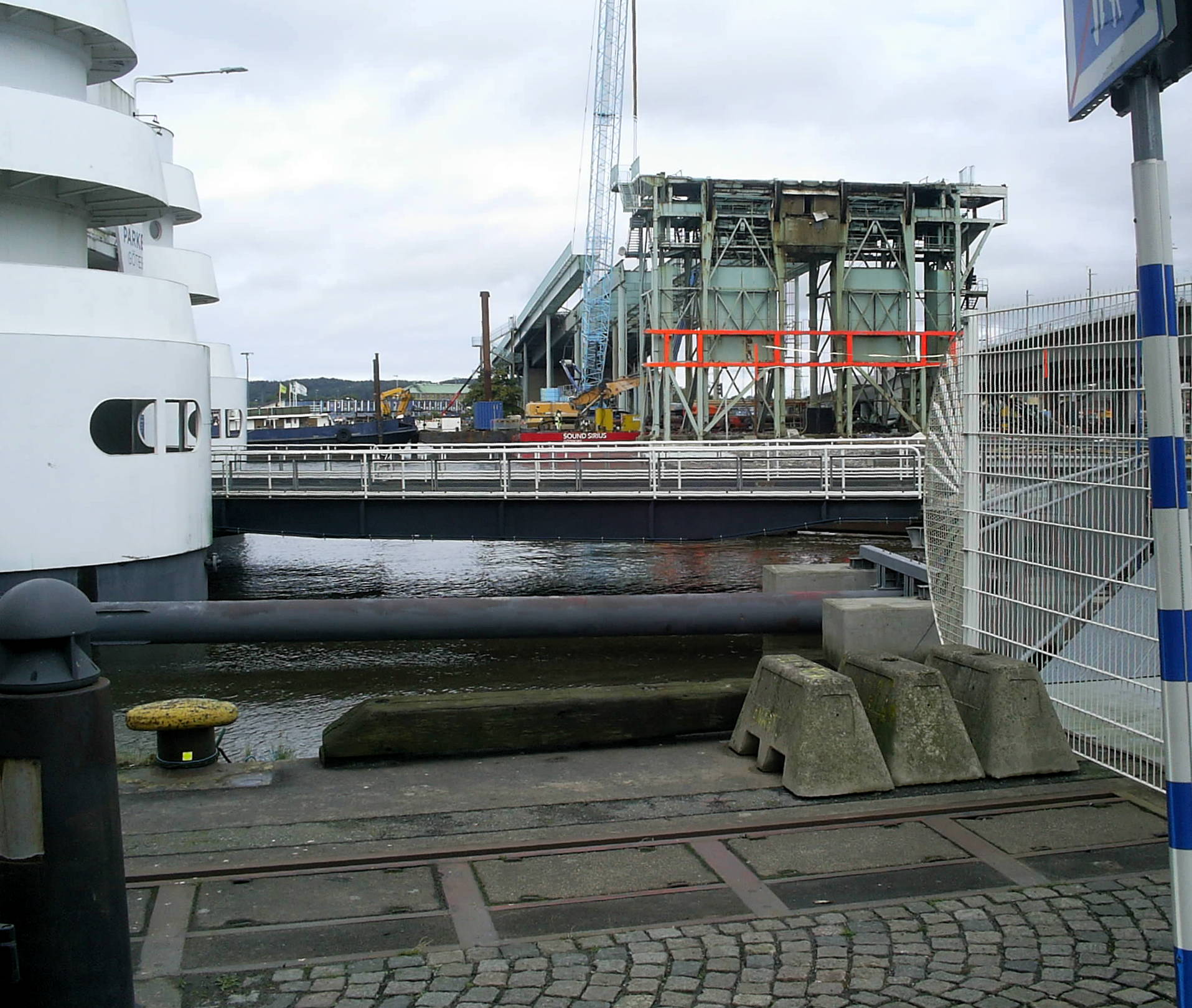
Nedmontering av Götaälvbron 2021.

Götaälvbron (ibland även Göta Älvbron) var en sexfilig klaffbro över Göta älv som förband Hisingen, Norra Älvstranden, med Göteborgs fastland, Södra Älvstranden. Sträckningen var mellan Nils Ericsonsgatan och Hjalmar Brantingsgatan på Hisingen. Bron är nu riven och har ersatts av Hisingsbron, som invigdes och togs i bruk den 9 maj 2021. Rivningen av Götaälvbron påbörjades den 14 juni 2021 och avslutades den 27 februari 2022. Trafiken flyttades successivt över till den nya bron under sommaren 2021.

## Historia
Redan på 1870-talet pågick diskussioner om en högbro i Majorna, från Bangatans slut i norr, på Stigberget till Skatberget på Lindholmen. År 1904 föreslogs en tunnel mellan Lilla Bommen och Tingstadsvassen. Efter beslutet om att gamla Hisingsbron skulle ersättas, stod valet mellan bro eller tunnel. Ett principbeslut togs 1933 om det som skulle bli en "Götaälvbro" och frågan fick därmed vila en tid. Förberedande markarbeten påbörjades i november 1935.
Vid uppförandet av bron togs stor hänsyn till befintlig bebyggelse, och nästan inga hus behövde därför rivas. Bropelare placerades i vissa fall genom husen eller så återuppbyggdes de. Först 1942 blev den södra uppfarten klar. För lika mycket pengar som det kostat att bygga bron, breddades den – från augusti 1955 till slutet av 1958 – till sex filer samt fick nya cykel- och gångbanor.
Bron trafikerades av motorfordon, spårvagnar, cyklar och gående. Götaälvbron var 910 meter lång och 20 meter bred. Med tillfarter var längden 1 850 meter, och den fria segelhöjden var 18,3 meter i mittspannet och 17,1 meter i sidospannen. Broklaffen fälldes upp då högre fartyg behövde passera under bron. Bron kostade 8,2 miljoner kronor att uppföra, där staten bidrog med 25%. Med tillfarter inberäknat slutade kostnaden på 13 miljoner. Bron korsade älven strax öster om Lilla Bommen på fastlandsidan och strax öster om Frihamnen på Hisingssidan. De två mittersta körfälten hade räls och kontaktledning för spårvägsdrift och var enbart avsedda för kollektivtrafiken som utgjordes av bussar och spårvagnar.
Beslutet om att uppföra bron innehöll även beslut om anläggandet av en ny hamnrangerbangård, den så kallade Kvillebangården, anordnandet av en ny rangergrupp för frihamnen samt vissa omläggningar av frihamnens gränser och gator jämte en ny frihamnsinfart och uppförande av en ny förvaltningsbyggnad för frihamnen.
Hamnstyrelsen lät som sakkunniga anlita: professor Ragnar Östberg, arkitekt Nils Einar Eriksson samt arkitekt Ernst Torulf. Grundundersökningarna utfördes av ingenjör John Ohlsson. För brobygget skapades ett särskilt brobyggnadskontor, med baningenjör H. Nilsson som chef. Arbeten för omkring 3,5 miljoner kronor utfördes i stadens egen regi, medan övriga arbeten utförts på entreprenad. Entreprenörer för de viktigaste arbetena var: AB Armerad Betong i samarbete med Byggnadsaktiebolaget Contractor för grundläggning och brobanedäck, AB Landsverk i Landskrona för klaffspannet, Dortmunder Union Brückenbahn Aktien Gesellschaft för stålöverbyggnaden i övrigt och ingenjör D. Frändberg för frihamnens nya förvaltningsbyggnad.
Bron byggdes huvudsakligen av tyskar och invigdes den 26 november 1939 av kommunikationsminister Gerhard Strindlund. Högtidligheten inleddes klockan 13.30 med att en avdelning av Götarnas musikkår spelade Du gamla du fria samt Hör oss Svea, varefter hamnstyrelsens ordförande, rådman Ernst Frick överlämnade bron till Göteborgs stad, med orden: "Detta stora arbete, ett av de största i Göteborgs historia, är nu fullbordat. Måtte detsamma för nuvarande och kommande släkten bliva till åsyftat gagn. Med denna önskan anhåller jag på hamnstyrelsens vägnar att till eder, hr stadsfullmäktiges ordförande, såsom stadens främste representant få överlämna den fullbordade anläggningen." Överlärare Ernst Jungen tog emot bron på stadens vägnar. Därefter förklarade statsrådet Strindlund bron som invigd.
Närvarande var även representanter för hamnförvaltningarna i Oslo, Köpenhamn och Helsingfors. Vid invigningen var bron endast fyrfilig, men den breddades senare med ett körfält samt gång och cykelbana på vardera sidan. I de båda högra körfälten gällde förbud mot fordon med bruttovikt över 3,5 ton. I övrigt gällde Bärighetsklass 3 (BK3).
År 1949 beskrivs funktionen med brons klaffar så här: När klaffen skall upp måste broföraren göra sammanlagt 44 handgrepp på sina många rattar, spakar och knappar. Strejkar elströmmen, vilket kan hända vid åskväder, finns det en 150 hästars dieselmotor i reserv. I värsta fall kan klaffen spelas upp för hand — av 16 man på en halvtimma!. Fram till 1968 gick den tunga genomfartstrafiken på E6, tidigare Riksväg 2 (Rikstvåan), över Götaälvbron, men även efteråt var bron den viktigaste förbindelsen främst för den lokala trafiken och kollektivtrafiken mellan centrala Göteborg och Hisingen trots att bron hade kompletterats med Älvsborgsbron västerut 1966, Tingstadstunneln 1968 och Angeredsbron österut 1978.
Även den båtburna lokaltrafiken på älven, Älvsnabben, kompletterade Götaälvbron, då fotgängare och cyklister kunde välja att ta båten istället för bron.
Göteborgs roddklubb huserade med båthus under Götaälvbron på Ringön från 1942 till 1976.

## Första trafikolyckan
Den 16 december 1939. Götaälvbron var hal, trots att staden hade sandat (salt var ännu inte introducerat). Bilarna körde fort och drev ut sanden åt sidorna på bron. En bil på väg mot staden körde om en lastbil, och skulle därefter svänga in framför. Bilföraren bromsade, fick sladd och körde med stor kraft mot räcket till cykelbanan. Om inte räcket funnits, skulle troligen bilen ha åkt ner i älven.